# Кубок Хорватії з футболу 1999—2000
Кубок Хорватії з футболу 1999—2000 — 9-й розіграш кубкового футбольного турніру в Хорватії. Титул втретє здобув Хайдук (Спліт).

## Календар
| Раунд            | Дата                          | Матчі | Клуби   |
| ---------------- | ----------------------------- | ----- | ------- |
| Попередній раунд | 4-15 серпня 1999              | 16    | 48 → 32 |
| 1/16 фіналу      | 21 вересня - 6 жовтня 1999    | 16    | 32 → 16 |
| 1/8 фіналу       | 26 жовтня - 11 листопада 1999 | 8     | 16 → 8  |
| 1/4 фіналу       | 14/21 березня 2000            | 8     | 8 → 4   |
| 1/2 фіналу       | 4/18 квітня 2000              | 4     | 4 → 2   |
| Фінал            | 2/16 травня 2000              | 2     | 2 → 1   |

## 1/16 фіналу
| Команда 1              | Рахунок      | Команда 2           |
| ---------------------- | ------------ | ------------------- |
| 21 вересня 1999        |              |                     |
| Б'єловар               | 2:1 дч       | Дубровник           |
| Неретва (Меткович)     | 2:1          | Інкер (Запрешич)    |
| 22 вересня 1999        |              |                     |
| Мославац (Поповача)    | 0:8          | Хайдук (Спліт)      |
| Копривниця             | 1:2 дч       | Вартекс             |
| Ульяник (Пула)         | 0:2          | Загреб              |
| Чазматранс             | 1:2          | Цибалія             |
| Вуковар'91             | 0:1          | Славен Белупо       |
| Нехай                  | 2:2 пен. 3:2 | Задаркомерц         |
| Раднік (Велика Гориця) | 1:2          | Рієка               |
| Мосор                  | 0:0 пен. 6:5 | Сегеста             |
| Слобода (Вараждин)     | 1:2          | Хрватскі Драговоляц |
| Загорец                | 3:1          | Беліще              |
| Шпанско                | 1:2          | Шибеник             |
| Спліт                  | 0:4          | Марсонія            |
| 5 жовтня 1999          |              |                     |
| Бук                    | 0:10         | Кроація (Загреб)    |
| 6 жовтня 1999          |              |                     |
| Омладінац              | 2:3          | Осієк               |

## 1/8 фіналу
| Команда 1          | Рахунок | Команда 2           |
| ------------------ | ------- | ------------------- |
| 26 жовтня 1999     |         |                     |
| Цибалія            | 2:1 дч  | Хрватскі Драговоляц |
| Нехай              | 0:1 дч  | Рієка               |
| Неретва (Меткович) | 0:6     | Загреб              |
| 27 жовтня 1999     |         |                     |
| Хайдук (Спліт)     | 3:1     | Шибеник             |
| Б'єловар           | 1:3     | Осієк               |
| Загорец            | 0:1     | Вартекс             |
| Мосор              | 0:2     | Славен Белупо       |
| 11 листопада 1999  |         |                     |
| Кроація (Загреб)   | 4:0     | Марсонія            |

## 1/4 фіналу
| Команда 1          | Заг. | Команда 2       | 1-й матч | 2-й матч |
| ------------------ | ---- | --------------- | -------- | -------- |
| 14/21 березня 2000 |      |                 |          |          |
| Рієка              | 3:4  | Динамо (Загреб) | 1:2      | 2:2      |
| Славен Белупо      | 1:2  | Хайдук (Спліт)  | 0:0      | 1:2      |
| Цибалія            | 2:1  | Осієк           | 2:1      | 0:0      |
| Вартекс            | 2:3  | Загреб          | 2:1      | 0:2      |

## 1/2 фіналу
| Команда 1        | Заг. | Команда 2       | 1-й матч | 2-й матч |
| ---------------- | ---- | --------------- | -------- | -------- |
| 4/18 квітня 2000 |      |                 |          |          |
| Цибалія          | 1:6  | Динамо (Загреб) | 0:3      | 1:3      |
| Хайдук (Спліт)   | 4:3  | Загреб          | 2:1      | 2:2      |

## Фінал
| Команда 1        | Заг. | Команда 2       | 1-й матч | 2-й матч |
| ---------------- | ---- | --------------- | -------- | -------- |
| 2/16 травня 2000 |      |                 |          |          |
| Хайдук (Спліт)   | 2:1  | Динамо (Загреб) | 2:0      | 0:1      |

### Перший матч
| 2 травня 2000 |

| Хайдук (Спліт)        | 2:0      | Динамо (Загреб) |
| --------------------- | -------- | --------------- |
| Вучко 38' (пен.), 53' | Протокол |                 |

| «Полюд», Спліт Глядачів: 20 000 Арбітр: Драженко Ковачич |

### Другий матч
| 16 травня 2000 |

| Динамо (Загреб)  | 1:0      | Хайдук (Спліт) |
| ---------------- | -------- | -------------- |
| Цвитанович 90+2' | Протокол |                |

| «Максимир», Загреб Глядачів: 17 000 Арбітр: Желько Ширич |